# Palazzo Venier-Manfrin
Palazzo Venier-Manfrin è un'architettura di Venezia, ubicata nel sestiere di Cannaregio affacciata sul canale di Cannaregio, a sinistra di Palazzo Savorgnan.

## Storia
Deriva da un antico palazzo dei Priuli edificato nella prima metà del Cinquecento, i cui resti sono ancora visibili in alcune parti della facciata posteriore.
Due secoli più tardi il palazzo passò a Federico Venier, marito di Elena Priuli, che negli anni 1734-37 lo fece ricostruire su progetto di Andrea Tirali. Ereditato dai figli, già nel 1788 veniva acquistato da Girolamo Manfrin, noto imprenditore del tabacco. Il nuovo proprietario si occupò del rimaneggiamento dell'edificio secondo i nuovi gusti neoclassici, rivolgendosi ai pittori Giovanni Battista Mengardi e Giuseppe Zais e all'ornatista David Rossi. Negli anni successivi vi accumulò una grande quantità di libri, opere d'arte e pezzi di storia naturale, rendendolo un vero e proprio museo.
Alla morte del Manfrin, nel 1802, il complesso passò al figlio Pietro e, nel 1835, alla figlia Giovanna. Nel 1849 eredità fu divisa fra i due figli di quest'ultima e il palazzo finì a Lina Plattis in Sardagna.

## Architettura
Il palazzo ha una facciata sviluppata in lunghezza e alta tre piani. È vagamente neoclassica l'impostazione stilistica della facciata principale, realizzata in pietra d'Istria, che tuttavia anticipa elementi razionalistici, ravvisabili soprattutto nel disegno delle due file di aperture squadrate dei due piani nobili, il primo dei quali è dotato di balaustrine. Queste semplici aperture permettono infatti una perfetta illuminazione degli ambienti interni. Cornici marcapiano e un cornicione dentellato sulla sommità tagliano la facciata orizzontalmente. 
Gli interni sono abbelliti da pitture e oggetti d'arte settecenteschi di Giuseppe Zais e Giambattista Mingardi. Dietro il palazzo trova spazio un giardino che, aggregato al grande parco di Palazzo Savorgnan, è divenuto parco pubblico.